# غاليا (إراكليون)
غاليا (Γαλιά) هي مدينة في إراكليون في اليونان.
يبلغ عدد سكانها حوالي 785 نسمة.